# يالا (تايلاند)
يالا (بالإنجليزية: Yala,Thailand)‏ هي ذيسابان ناخون تقع في تايلاند في موينج يالا. يقدر عدد سكانها بـ 76,853 نسمة .